# Dja (fiume)
Il Dja, anche chiamato Ngoko, è un fiume dell'Africa che tocca il Camerun e la Repubblica del Congo.
Il fiume, che ha una lunghezza di circa 720 km, nasce a sud della città di Abong-Mbang (Camerun) e termina presso la città di Ouésso (Repubblica del Congo), dove converge con il Sangha.